# Tiempo de valientes
Tiempo de valientes és una pel·lícula argentina de comèdia i thriller de 2005 escrita i dirigida per Damián Szifron, produïda per K&S Films, i protagonitzada per Luis Luque i Diego Peretti.
És la segona pel·lícula en la carrera de Szifron i és considerada com la pel·lícula argentina emblemàtica del subgènere buddy cop.

## Argument
La pel·lícula comença mostrant l'assassinat de dos empleats militars, Gauto (Hilario Quinteros) i Villegas (Carlos Portaluppi), a les mans de tres agents de la SIDE, José Lebonian (Oscar Ferreiro), Lisandro Prada (Tony Lestingi) i Lomianto (Ernesto Claudio), després que haguessin complert amb un encàrrec especial: portar des de Córdoba una bota especial per a transportar urani i vendre'l a terroristes estrangers. En radicar-se la denúncia en la policia per part de l'esposa d'un dels empleats assassinats, el comissari Ricardo Alonso (Martín Adjemián), per suggeriment de dos policies de la seccional, Pontrémori (Daniel Valenzuela) i Farina (Marcelo Sein), li encarrega la recerca del cas a un dels seus millors detectius, Alfredo Díaz (Luis Luque), que travessa un difícil moment en l'emocional en assabentar-se de la infidelitat de la seva esposa. Davant aquesta situació, Pontrémori suggereix que Díaz faci el seu treball acompanyat per un psicòleg, per a això contacten a Mariano Silverstein (Diego Peretti), qui té una causa judicial per un accident de trànsit. Per tancar la causa, Silverstein accepta acompanyar a Díaz, complint una sentència com "probation".

## Producció
| «                | Quan se m’acudeix Tiempo de valientes, que és el que es coneix com buddy-movie, apareix i la filmo, i no ho faig intentant modificar el llenguatge, ni canviar el cinema d'un país ni arribar a Canes ni res; només la vull fer bé. | » |
| — Damián Szifron | |   |

## Repartiment
- Diego Peretti com Mariano Silverstein. Evita anar a judici i duu a terme tasques comunitàries, que inclouen l'atenció psicològica d'Alfredo Díaz.
- Luis Luque com Alfredo Díaz. L'inspector de policia al qual Mariano Silverstein ha d'ajudar amb la seva depressió, després d'haver descobert que la seva dona ho enganyava.
- Oscar Ferreiro com Lebonian. Agent de la SIDE.
- Gabriela Iscovich com Diana, esposa de Mariano Silverstein.
- Martín Adjemián com Alonso. Oficial de policia
- Tony Lestingi com Lisandro Prada.
- Ernesto Claudio com Lomianto.
- Daniel Valenzuela com Pontrémoli.
- Carlos Portaluppi com Villegas.
- Marcelo Sein com Farina.
- Víctor Hugo Carrizo com Sambi.
- Jorge Ochoa com a Forense.
- Duilio Orso com Radamés.
- Gustavo Pastorini.
- Hilario Quinteros com Alfredo Gauto.
- Claudio Torres com a Porter de la SIDE.
- Javier van de Couter com Morales.
- Antonio Ugo com Cardinalli.
- Esteban Lamothe com a Liniers.
- Harry Havilio com Zubizarreta.
- Juan Alari com El Puma.
- Osqui Guzmán com a Empleat de Neteja.
- Alejandro Awada com a Detectiu.

## Llançament i recepció

### Crítica
Jonathan Holland, crític de la revista estatunidenca Variety, va afirmar que la pel·lícula és una bona comèdia, amb un bon guió. Per part seva, Casimiro Torreiro de El País va escriure sobre el film «Alhora comèdia plena de girs intel·ligents i diàlegs fins i tot brillants i pel·lícula d'acció, una mica segons l'ús americà de les pel·lícules "de col·legues"».
Consignat per la crítica el seu gènere com buddy-movie és així mateix un policial negre, amb un biaix instructiu i intelectualizante característic del director.
Un exemple d'aquest biaix instructiu, on Szifron disposa un terme tècnic i fa que el personatge l'expliqui, és la referència a la "probation" o treball comunitari, a la qual Silvertein està supeditat i que determina el fil narratiu.
Com buddy-movie, una sèrie de referències ineludibles amb altres realitzacions en general internacionals i nord-americanes són detectables. Aquest gènere és comú als Estats Units, amb casos reeixits de taquilla com la saga Arma letal o Límit: 48 hores i 48 hores més. Així mateix, per la professió del personatge de Silverstein (psicòleg) s'han vist reminiscències de Una teràpia perillosa o Una altra teràpia perillosa.
Quant al que es refereix a la relació entre Silverstein i la seva esposa infidel, la referència obligada ("al·lusions, remixats i tamisats" com es refeareix Diego Brodersen) a Mentiras verdaderas qque, a més, seria una pel·lícula admirada per Szifron.
Un altre remixado bastant marcat és el que, a través de la banda sonora, Guillermo Guareschi estableix amb la música del spaghetti western, tema que ressalta sobretot en l'escena final.

## Premis
| Premi                                                    | Categoria                   | Receptor(s)        | Resultat  |
| -------------------------------------------------------- | --------------------------- | ------------------ | --------- |
| Premis Cóndor de Plata                                   | Millor pel·lícula           | Damián Szifron     | Nominat   |
| Premis Cóndor de Plata                                   | Millor director             | Damián Szifron     | Nominat   |
| Premis Cóndor de Plata                                   | Millor actor                | Luis Luque         | Nominat   |
| Premis Cóndor de Plata                                   | Millor actor                | Diego Peretti      | Nominat   |
| Premis Cóndor de Plata                                   | Millor guió original        | Damián Szifron     | Nominat   |
| Premis Cóndor de Plata                                   | Millor so                   | Fernando Soldevila | Nominat   |
| Premis Cóndor de Plata                                   | Millor fotografia           | Lucio Bonelli      | Nominat   |
| Premis Cóndor de Plata                                   | Millor muntatge             | Alberto Ponc       | Nominat   |
| Festival de Màlaga                                       | Millor actor llatinoamericà | Luis Luque         | Guanyador |
| Festival Internacional de Cinema de Comèdia de Peníscola | Millor actor                | Diego Peretti      | Guanyador |
| Festival Internacional de Cinema de Comèdia de Peníscola | Millor director             | Damián Szifron     | Guanyador |
| Festival Internacional de Cinema de Comèdia de Peníscola | Millor pel·lícula           | Damián Szifron     | Guanyador |
| Festival de Cinema Llatinoamericà de Biarritz            | Premi de l’audiència        | Damián Szifron     | Guanyador |